# Pierre Joigneaux
Pierre Joigneaux , né le 23 décembre 1815 à Ruffey-lès-Beaune et mort le 26 janvier 1892 à Asnières, est un journaliste puis homme politique d'extrême gauche.

## Formation
Il fait ses études à l’École centrale des arts et manufactures de Paris et entra dans la presse démocratique dès l'âge de vingt ans. 
Collaborateur du Journal du Peuple, du Corsaire, du Charivari, il fit une vive opposition au gouvernement de Louis-Philippe Ier, et fut condamné en 1838 à quatre ans de prison pour des articles publiés dans L'Homme libre, journal républicain imprimé clandestinement.
Fort de cette expérience, il publie en 1841 Les Prisons de Paris.
Revenu dans sa Bourgogne natale, il fonde à Beaune la revue Chronique de Bourgogne en 1843 puis La Sentinelle beaunoise en 1845. Il dirige ensuite d’autres revues à Dijon : le Courrier de la Côte d’Or, le Vigneron des Deux-Bourgognes et la Revue Industrielle et agricole de la Bourgogne.
Apôtre convaincu de l'idée républicaine, en même temps que fervent propagateur des saines notions d'agriculture, il exploitait la ferme de Quatre-Bornes, près de Châtillon-sur-Seine, lorsque la révolution de 1848 éclata.

## Carrière politique
Sa vie politique commence en 1848 : il est nommé sous-commissaire de la République dans l’arrondissement de Châtillon-sur-Seine. Élu représentant du Peuple à l’Assemblée constituante, il siège à l’extrême gauche. Son nom fut même mis en avant pour une candidature à la présidence de la République à l'approche de 1852.
Opposé au coup d’État de Louis-Napoléon Bonaparte, il est expulsé et se réfugie à Saint-Hubert en Belgique où il se lie d'amitié avec Alexandre Dumas père. Il reprend ses études agronomiques et publie à Bruxelles plusieurs ouvrages pratiques estimés. Il ne reviendra en France qu'à la faveur d'une amnistie prononcée en 1859. 
Député en 1871, il est constamment réélu. En mai 1877, il est signataire du manifeste des 363. Il est ensuite sénateur de la Côte-d'Or et conseiller général du Canton de Beaune-Sud.

## Agronome

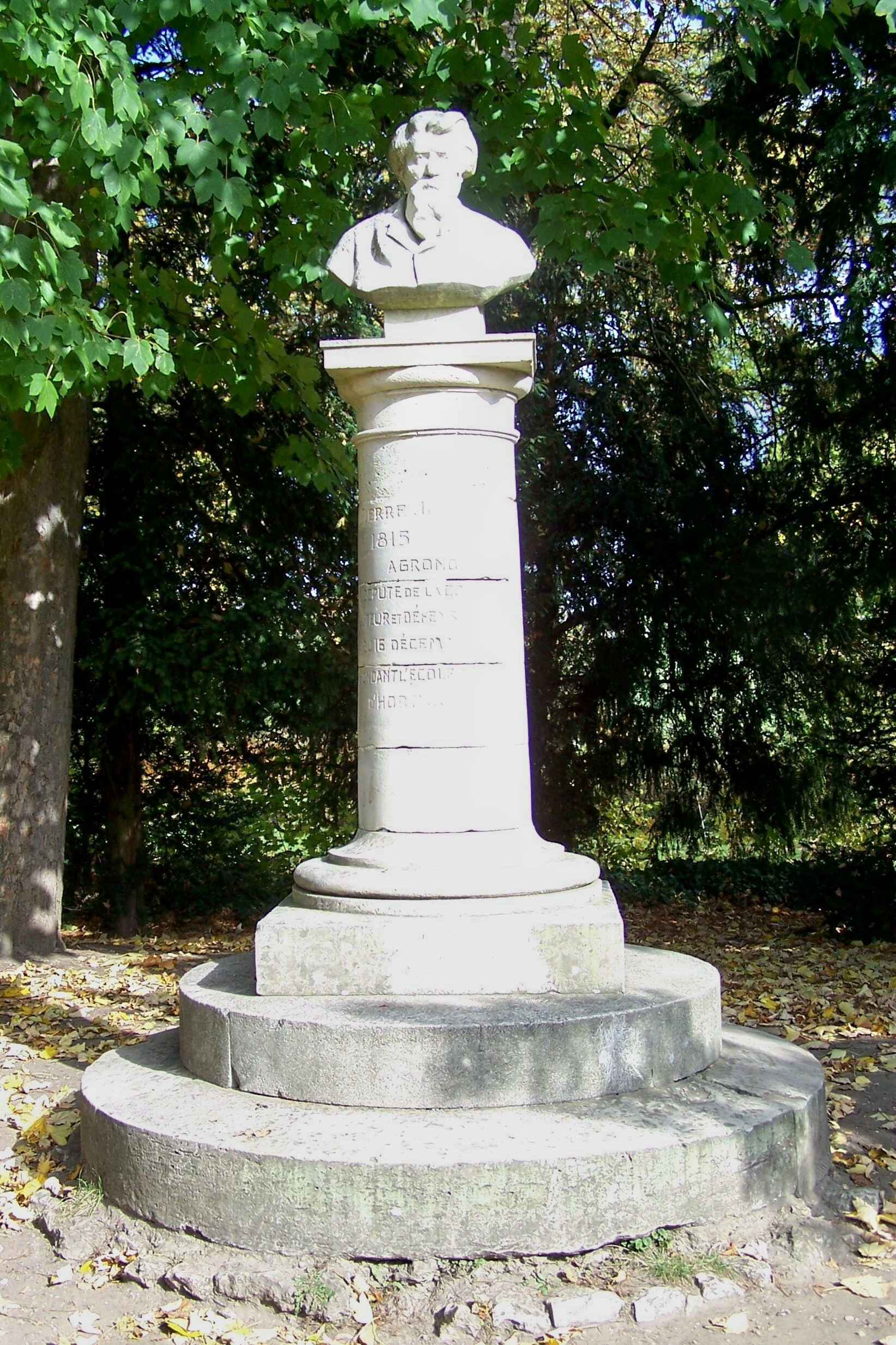
Mémorial à Pierre Joigneaux dans le parc Balbi à Versailles.

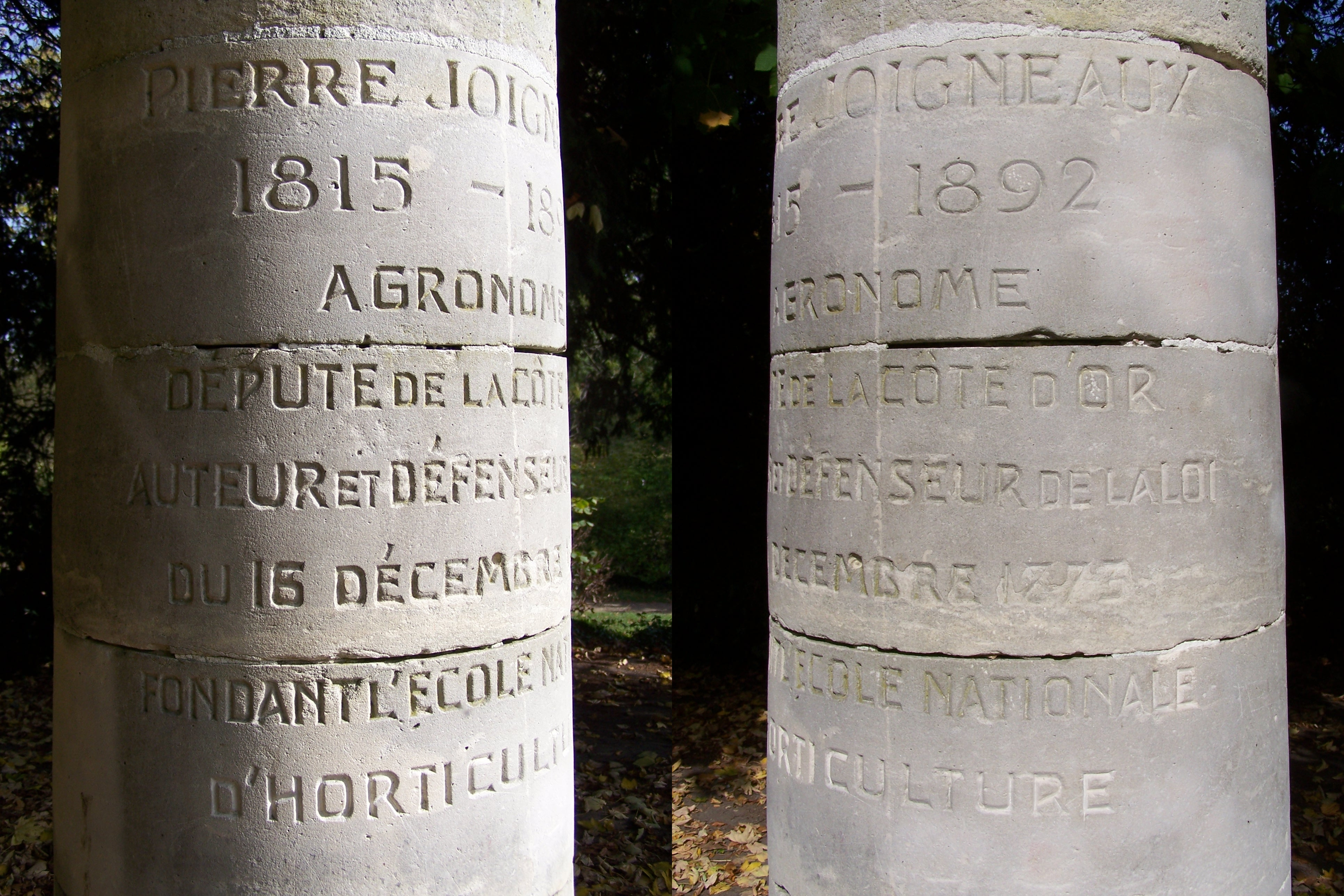
Inscription du mémorial.

Passionné d'agronomie, Joigneaux est, avec Alfred de Vergnette de Lamotte, l’un des promoteurs de l’école de viticulture de Beaune. Il est aussi à l’origine de la loi de 1872 qui propose la création de l’École nationale supérieure d'horticulture de Versailles.

## Publications
L’œuvre de Pierre Joigneaux est considérable. En dehors des publications périodiques qu’il a rédigées et dirigées, des innombrables articles qu’il a publiés dans divers journaux, il a laissé les ouvrages suivants :
- Fragments historiques sur la ville de Beaune et ses environs (1839) ;
- Les Prisons de Paris, par un ancien détenu (1842) ;
- Histoire anecdotique des professions en France (1843) ;
- Histoire des paysans sous la royauté (1850) ;
- La Chimie du cultivateur ;
- Lettres aux paysans ;
- Lettre trouvée à la porte d’une caserne ;
- Le Dictionnaire d’agriculture pratique, en collaboration avec le Dr Charles Moreau (1854) ;
- Engrais et Amendements ;
- Instructions agricoles ;
- Les Arbres fruitiers (1860) ;
- Le Livre de la ferme et des maisons de campagne (1862) ;
- Conférences sur le jardinage et les arbres fruitiers (1870) ;
- Culture de la vigne en Belgique ;
- Petite École d’agriculture (1875) ;
- L’Art de produire de bonnes graines ;
- En 1891, il publie ses Souvenirs historiques.

Ses archives sont conservées aux Archives municipales de Beaune où elles ont été données par ses descendants le 23 juin 2020